# Tebesbest
Tebesbest es un municipio (baladiyah) de la provincia o valiato de Tuggurt en Argelia. En abril de 2008 tenía una población censada de 35 032 habitantes.
Se encuentra ubicado al sureste del país, en el desierto del Sahara, cerca de la frontera con Túnez.